# ジャン＝シャルル・カザン
ジャン＝シャルル・カザン（Jean-Charles Cazin、1840年5月25日 - 1901年3月17日）はフランスの風景画家である。

## 略歴
パ＝ド＝カレー県のサメール(Samer)で生まれた。1846年に家族とブローニュ＝シュル＝メールに移った。1862年にパリに出てパリのプチ・エコール（後の国立高等装飾美術学校）でオラース・ルコック・ド・ボワボードランに学んだ。1863年の「落選展」に出展している。1863年から1868年までÉmile Trélatが校長を務める私立の建築学校(École Spéciale d'Architecture)で絵を教えた。1868年に画家、彫刻家になるマリー・ギエ（Marie Guillet: 1844–1924) と結婚した。1868年にトゥールの美術館の学芸員に任じられ、美術館の絵画学校の校長も務めた。
普仏戦争の後、混乱していたフランスを離れ、プチ・エコールの先輩の彫刻家のジュール・ダルーと1870年代の初めにアルフォンス・ルグロが活動していたイギリスに渡った。イギリスで美術学校を開こうとしたがこれは成功しなかった。イギリスではヴィクトリア&アルバート博物館で工芸品を研究し、磁器のデザインの仕事をした。
1874年にイギリスを離れ、イタリア、オランダを旅してフランスに戻った、1876年にサロン・ド・パリに出展した。パ＝ド＝カレー県のブローニュ＝シュル＝メールに居を構え、宗教的な題材や歴史画も描いたがパ＝ド＝カレー県の風景を主に描いた。パリのパンテオンのピエール・ピュヴィス・ド・シャヴァンヌの未完の装飾画を完成させた。
パリの工芸学校で同窓であったオーギュスト・ロダンの友人で、ロダンの彫刻、『カレーの市民』の一人のウスタシュ・ド・サン・ピエールの像のモデルを務めた。
1882年にレジオンドヌール勲章（シュヴァリエ）を受勲し、1889年にレジオンドヌール勲章（オフィシエ）を受勲した。

## 作品

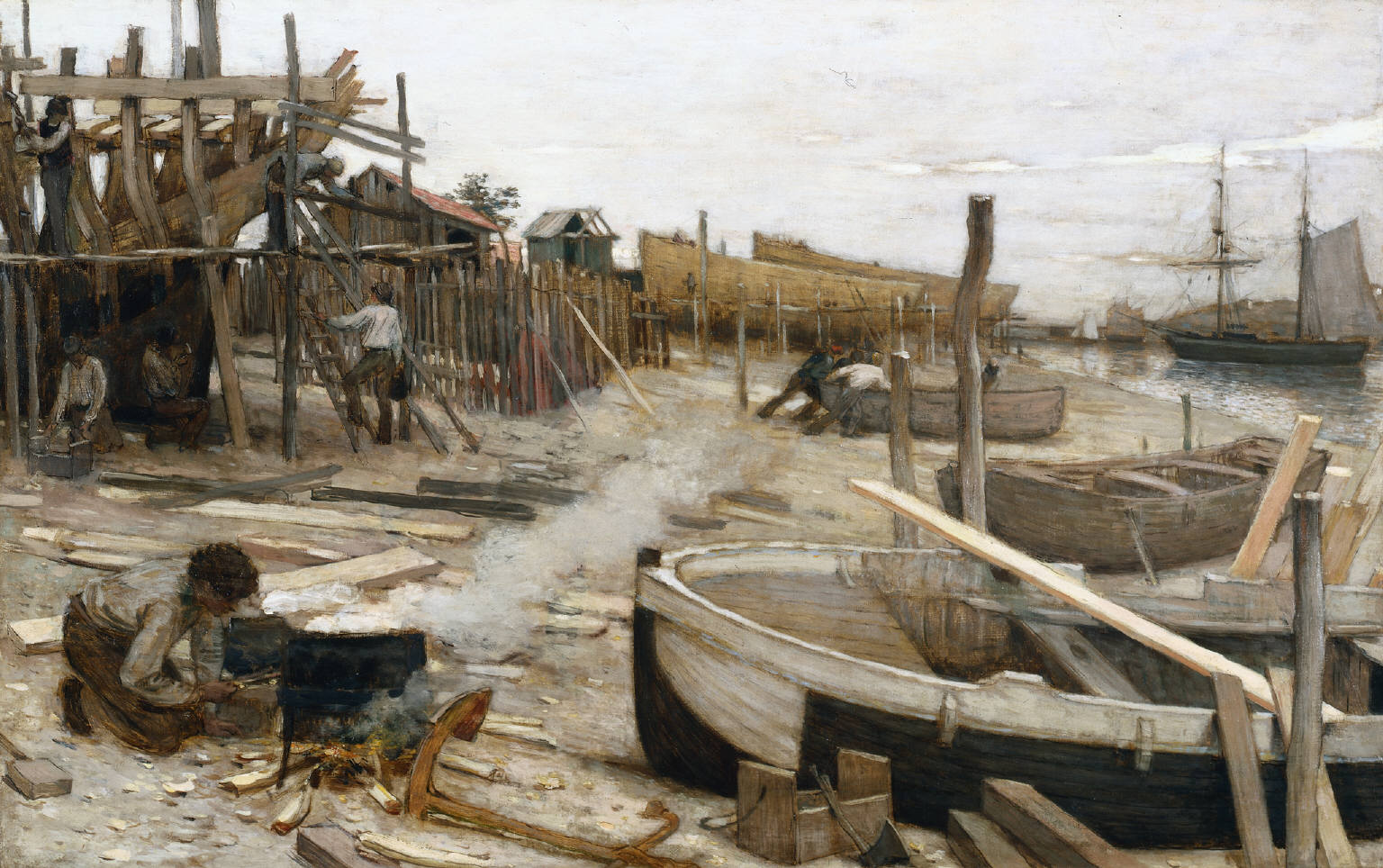
船大工の作業場 (c.1875)
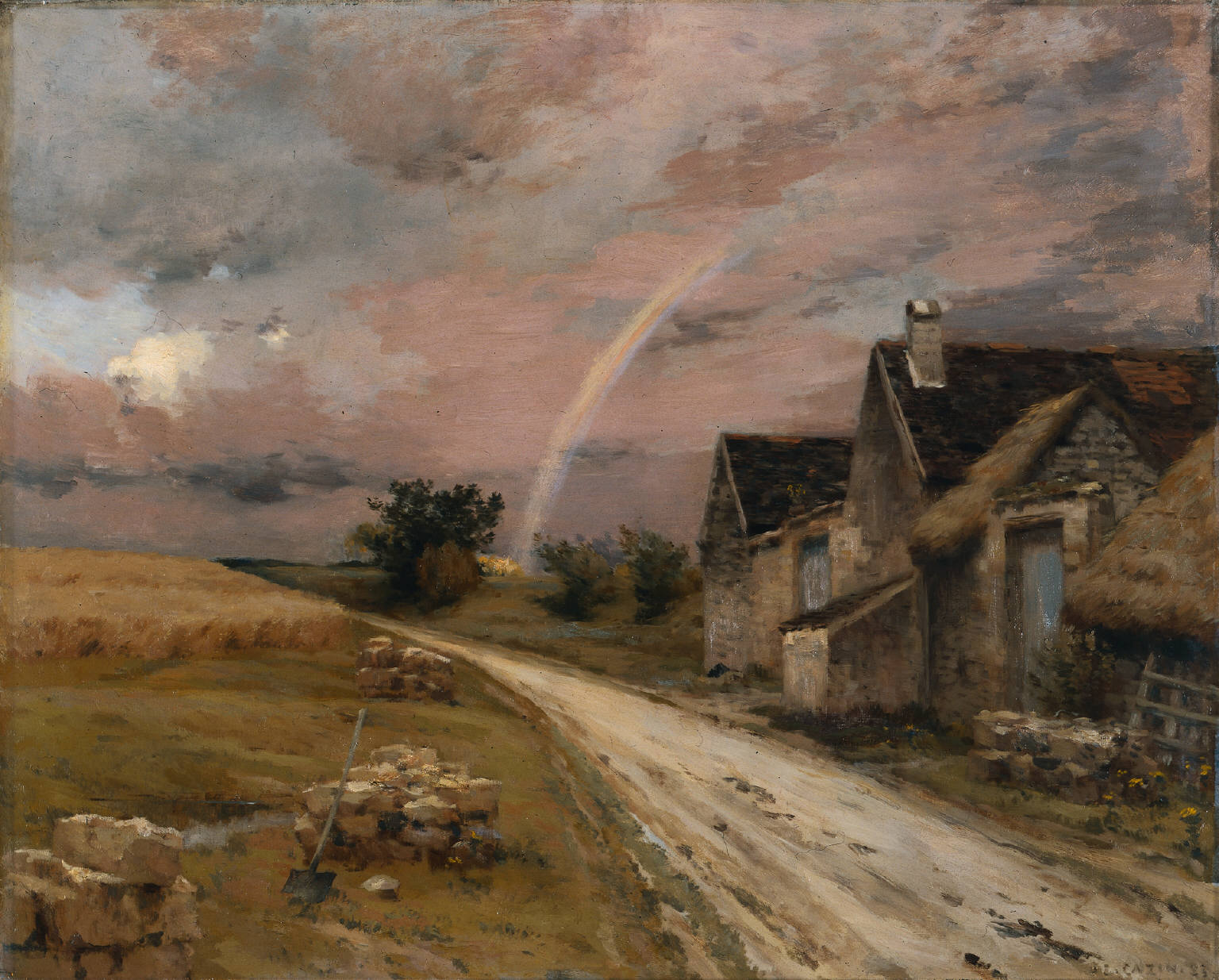
『虹』(1883)
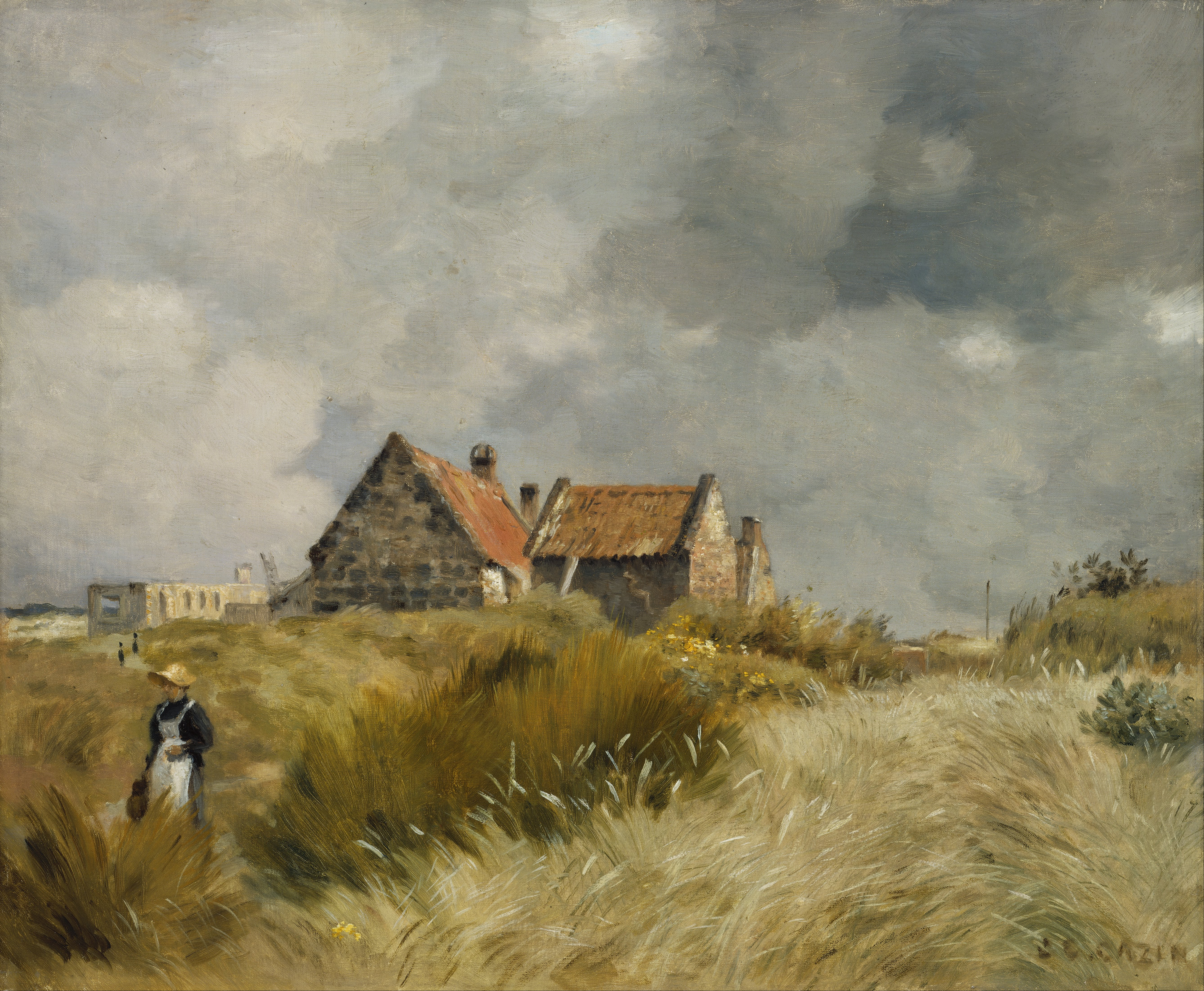
砂丘の小屋

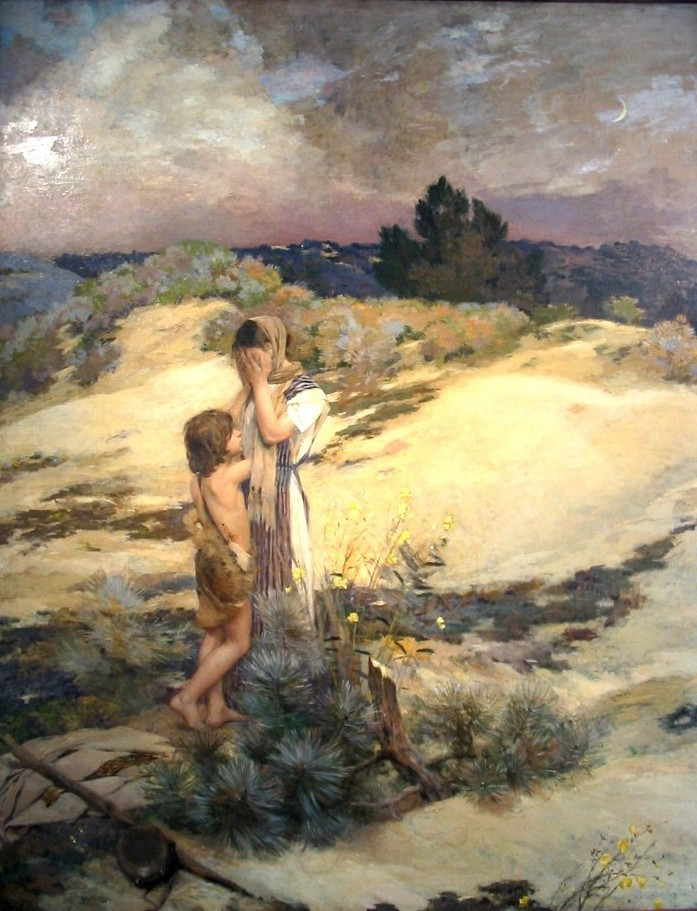
ハガルとイシュマエル
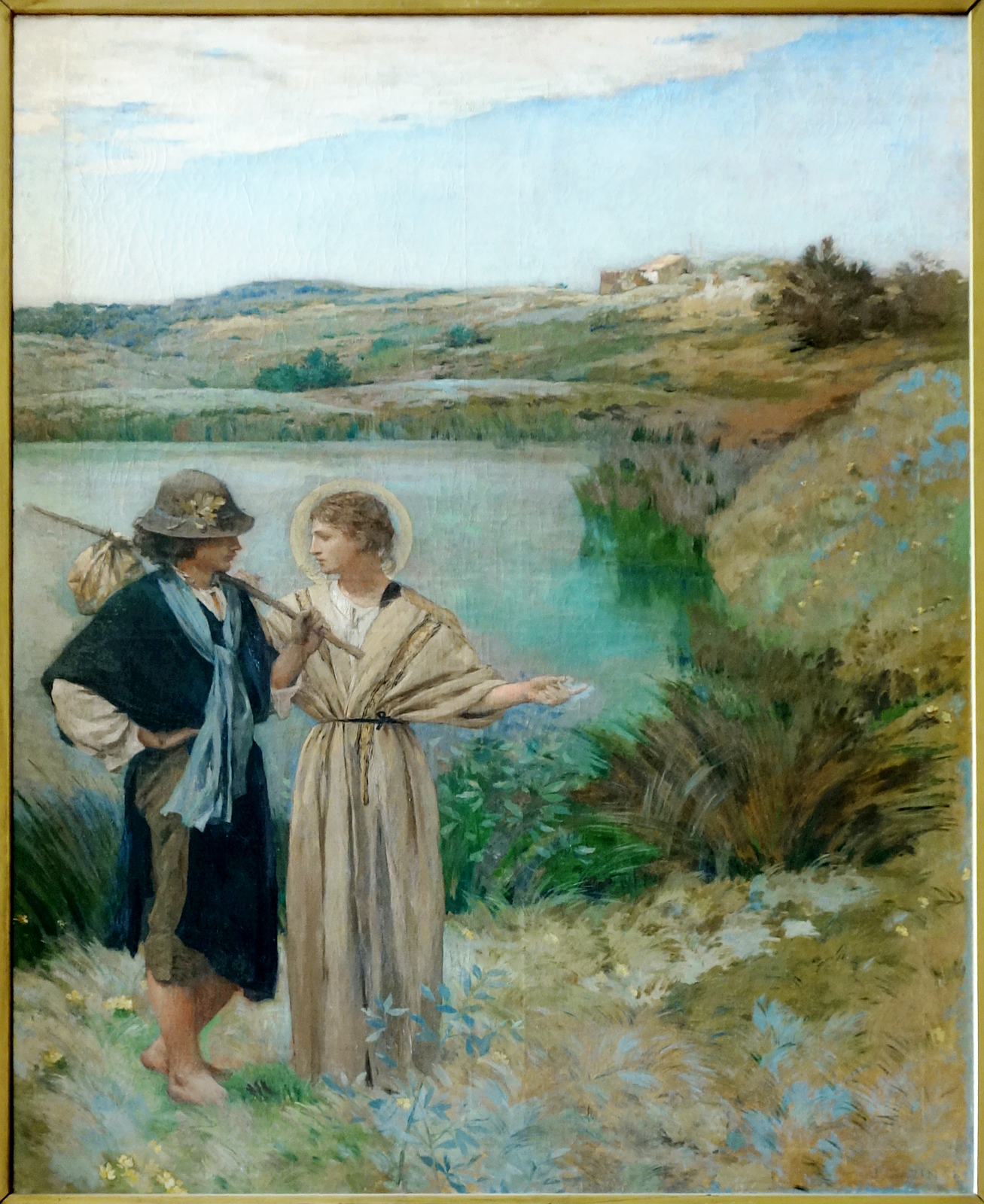
トビトと天使
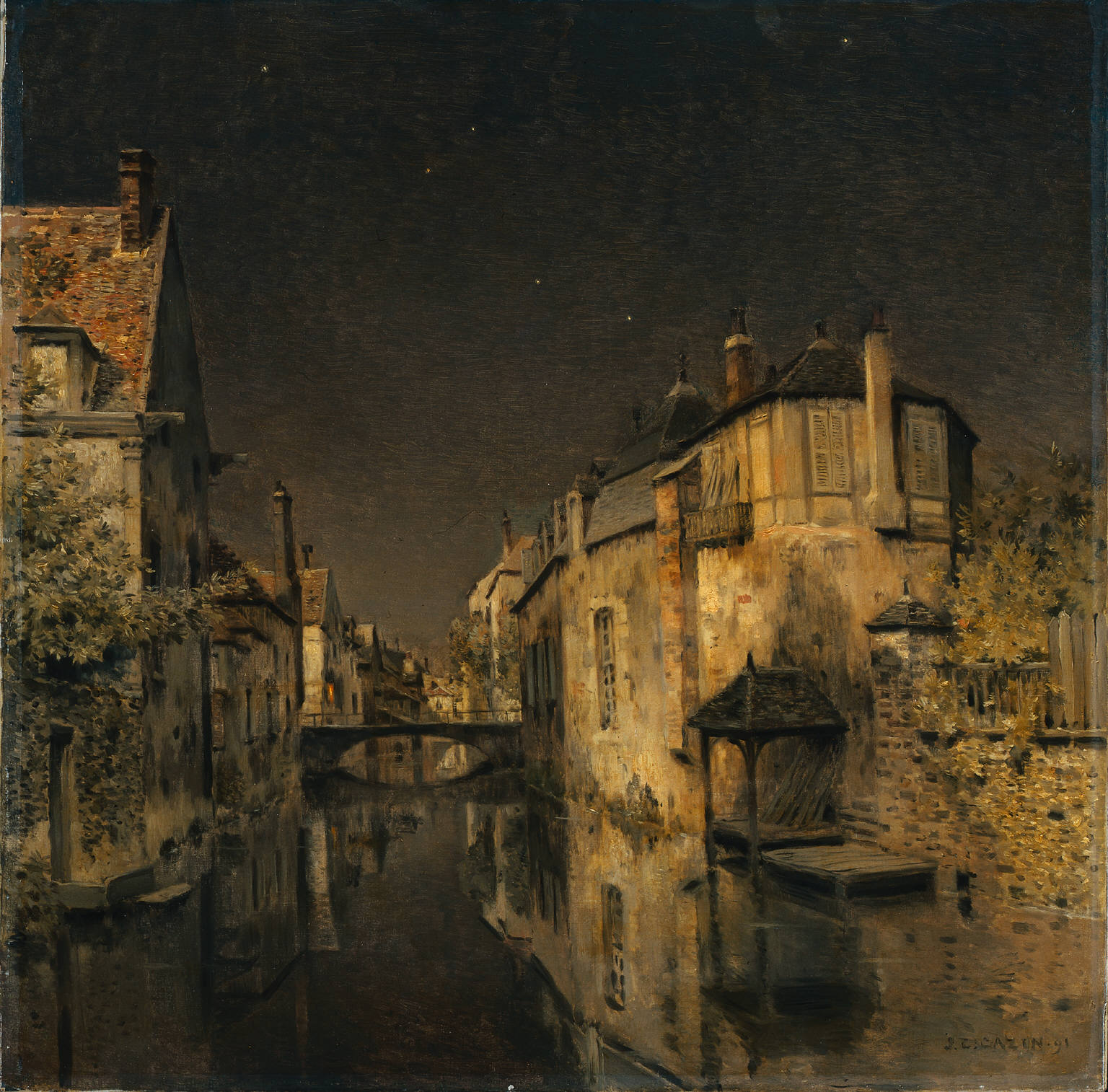
深夜
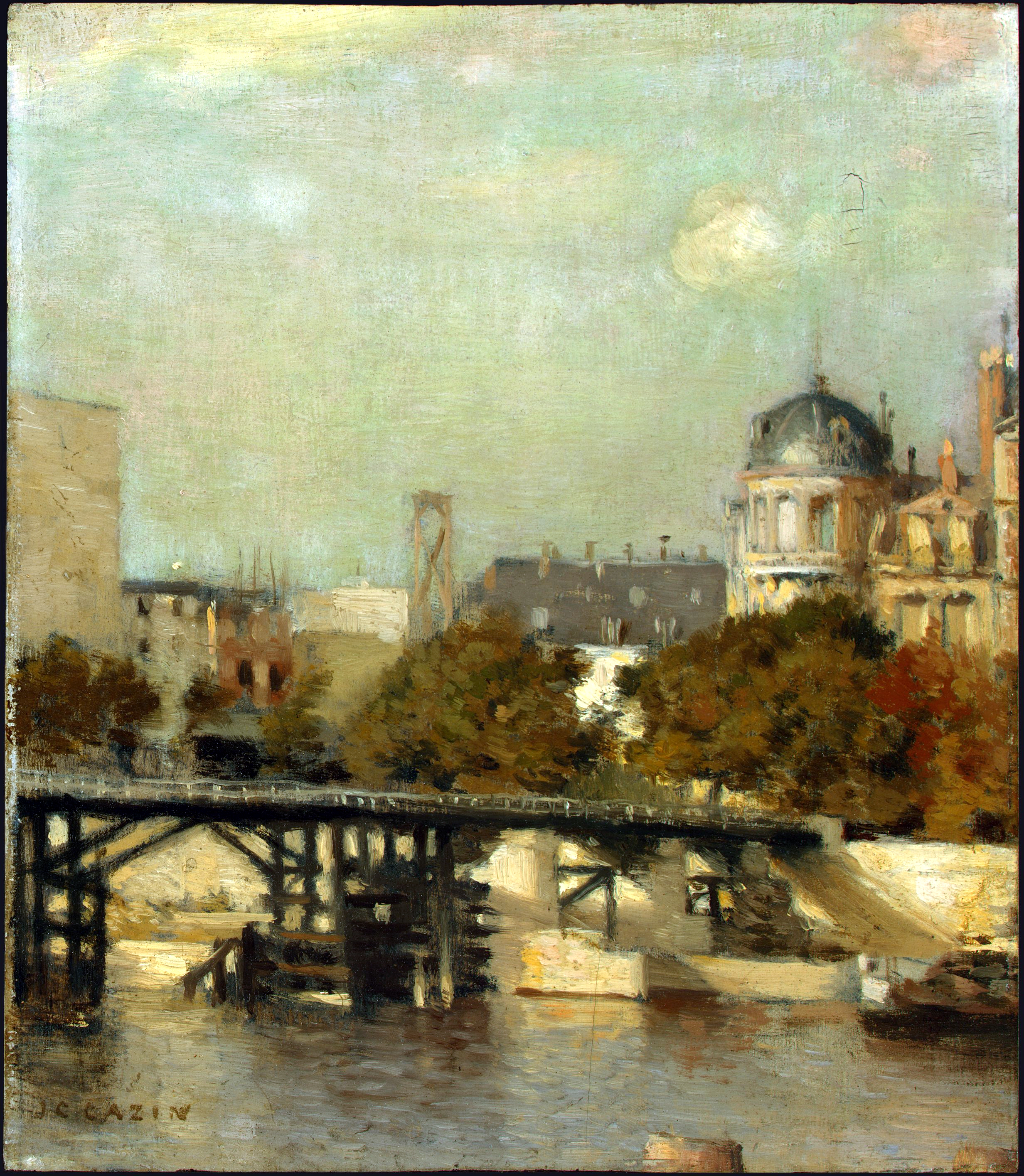
パリの風景